# Oliver Kelaart
Oliver James Kelaart Torres (* 16. April 1998) ist ein sri-lankisch-australischer Fußballspieler.
Er spielte bis zu seinem 17. Lebensjahr für verschiedene Klubs in Australien, bevor er nach Spanien ging. Kelaart wechselte 2020 schließlich aus dem spanischen Amateurfußball nach Island, wo er seit 2024 für Haukar Hafnarfjörður spielt. Zudem ist der sri-lankisch-australische Doppelstaatsbürger auch Nationalspieler Sri Lankas.

## Karriere

### Verein
Oliver Kelaart, dessen Vater sri-lankischer Herkunft ist, kam in Australien auf die Welt und spielte für South Melbourne FC, South Yarra sowie für Malvern City, bevor es ihn als 17-jährigen nach Spanien zog und er dort beim ehemaligen Champions-League-Viertelfinalisten FC Malaga sowie bei Velez CF gegen den Ball trat. Seine Karriere im Erwachsenenbereich begann beim FC Orihuela, einem Viertligisten, blieb aber dort nur ein Jahr. Kelaart war in der Folge über ein Jahr vereinslos, ehe er sich CD Calamonte anschloss. Seine Mutter lebt im Norden Spaniens. Nach etwa einem Jahr verließ Oliver Kelaart nach Spanien und ging nach Island, wo sein neuer Verein Kormákur/Hvöt hieß. In welcher Liga sie (damals) spiel(t)en und ob er überhaupt Einsätze absolvierte, ist nicht überliefert. Jedenfalls schloss sich Kelaart nach knapp einem Jahr dem Zweitligisten Keflavík IF an und kam dort zu neun Punktspieleinsätzen (ein Tor). Weitere Vereine waren in der Folgezeit Thróttur Vogum sowie UMF Njarvík, ehe er im April 2024 zum Drittligisten Haukar Hafnarfjörður wechselte.

### Nationalmannschaft
Oliver Kelaart gab am 22. März 2024 beim torlosen Unentschieden im Testspiel gegen Papua-Neuguinea sein Debüt für die Nationalmannschaft Sri Lankas, drei Tage später gelang ihm gegen Bhutan eine Vorlage zum 1:0-Führungstreffer und mit dem Tor zum 2:0-Endstand auch sein erstes Länderspieltor. Der sri-lankische Fußballverband suchte vorher auf der ganzen Welt nach Spielern mit Wurzeln im Inselstaat. So zum Beispiel konnten auch die in Deutschland geborenen Jason Thayaparan und Claudio Kammerknecht, die jeweils einen sri-lankischen Elternteil haben, für die Nationalmannschaft gewonnen werden.